# Ibusuki
Ibusuki (Japans: 指宿市, Ibusuki-shi) is een Japanse stad in de prefectuur Kagoshima. In 2015 telde de stad 42.570 inwoners. 

## Geschiedenis
Op 1 januari 2006 werd Ibusuki benoemd tot stad (shi). Dit gebeurde na het samenvoegen van de gemeenten Kaimon (開聞町) en Yamagawa (山川町).

## Partnersteden
- Chitose, Japan
- Rockhampton, Australië sinds 1980

Subprefecturen:
Kumage · Oshima

Steden:
Aira · Akune · Amami · Hioki · Ibusuki · Ichikikushikino · Isa · Izumi · Kagoshima (hoofdstad) · Kanoya · Kirishima · Makurazaki · Minamikyushu · Minamisatsuma · Nishinoomote · Satsumasendai · Shibushi · Soo · Tarumizu

Districten:
Aira · Isa · Izumi · Kagoshima · Kimotsuki · Kumage · Soo · Satsuma · Oshima

Gemeenten per district